# Carugenus
Carugenus war ein antiker römischer Toreut (Metallbildner), der in der zweiten Hälfte des 1. Jahrhunderts wahrscheinlich in Gallien tätig war.
Carugenus ist heute nur noch aufgrund von fünf Signaturstempeln auf Bronzekasserollen bekannt. Vier der fünf Fundstücke wurden in den heutigen Niederlanden – drei davon 1896 in einem Depotfund – gefunden, ein weiteres im heutigen Serbien. Die Signatur lautet lateinisch CARVGENVS F(ECIT), zu Deutsch: Caragenus machte es. Bei den Stücken handelt es sich um:
1. Bronzekasserolle; gefunden in einem Hortfund bei der Drielschen Veer, Doortwerth, Provinz Gelderland, Niederlande; heute im Rijksmuseum van Oudheden in Leiden.[1]
2. Bronzekasserolle; gefunden in einem Hortfund bei der Drielschen Veer, Doortwerth, Gelderland, Niederlande; heute im Rijksmuseum van Oudheden in Leiden.[2]
3. Bronzekasserolle; gefunden in einem Hortfund bei der Drielschen Veer, Doortwerth, Gelderland, Niederlande; heute im Rijksmuseum van Oudheden in Leiden; bei der Signatur fehlen die drei ersten Buchstaben.[3]
4. Bronzekasserolle; gefunden auf dem Oude Oostdijk, Insel Goeree-Overflakkee, Provinz Zuid-Holland, Niederlande; heute im Zeeuws Museum in Middelburg.[4]
5. Bronzekasserolle; gefunden in Sremska Mitrovica, Vojvodina, Serbien, dem antiken Sirmium; heute im Ungarischen Nationalmuseum in Budapest.[5]

## Einzelbelege
1. ↑  Inventarnummer e 1896/10.4; Richard Petrovszky: Studien zu römischen Bronzegefäßen mit Meisterstempeln. Leidorf, Buch am Erlbach 1993, S. 216, Nr. C.07.01; CIL 13, 10027,14a.
2. ↑  Inventarnummer e 1896/10.5; Richard Petrovszky: Studien zu römischen Bronzegefäßen mit Meisterstempeln. Leidorf, Buch am Erlbach 1993, S. 216, Nr. C.07.02; CIL 13, 10027,14b.
3. ↑  Inventarnummer e 1896/10.10; Richard Petrovszky: Studien zu römischen Bronzegefäßen mit Meisterstempeln. Leidorf, Buch am Erlbach 1993, S. 216, Nr. C.07.03; CIL 13, 10027,14c.
4. ↑  Inventarnummer ?; Richard Petrovszky: Studien zu römischen Bronzegefäßen mit Meisterstempeln. Leidorf, Buch am Erlbach 1993, S. 217, Nr. C.07.04.
5. ↑  Inventarnummer 79.1901.1; Richard Petrovszky: Studien zu römischen Bronzegefäßen mit Meisterstempeln. Leidorf, Buch am Erlbach 1993, S. 217, Nr. C.07.05.

| Personendaten    | Personendaten                              |
| ---------------- | ------------------------------------------ |
| NAME             | Carugenus                                  |
| KURZBESCHREIBUNG | antiker römischer Toreut                   |
| GEBURTSDATUM     | 1. Jahrhundert v. Chr. oder 1. Jahrhundert |
| STERBEDATUM      | 1. Jahrhundert oder 2. Jahrhundert         |